# 이트라이브
이트라이브(E-TRIBE)는 대한민국의 작곡가이다. 작사·작곡을 담당하는 안명원과 프로듀스를 담당하는 이.디(E.D)로 구성되었으나, 2011년경부터 안명원 혼자 E-TRIBE라는 예명을 사용하고 있다. 2009년부터 해피페이스 엔터테인먼트에 소속되었으나, 현재는 엘리펀트 엔터테인먼트의 대표이사이자 소속 프로듀서이다.

## 주요 작품

### 작곡
다음은 이트라이브가 작곡한 노래이다. 작사를 겸한 노래는 ‘†’를 표시한다.
- 이효리: 〈노예〉 (2006년), 〈P. P. P (Punky Punky Party)(with.낯선)〉〈U-GO-GIRL〉 (2008년)
- 세븐: 〈난 알아요〉 (2006년)
- 카라: 〈요를레이〉 (2008년)
- 슈퍼주니어: 〈너라고 (It's You)〉† (2009년), <고백 (Confession)> (2009년)
- 쥬얼리: 〈Rally〉† (2009년)
- 소녀시대: 〈Gee〉† (2009년), 〈웃자 (Be Happy)〉†, 〈별별별 (☆★☆)〉† (2010년)
- 티아라: 〈YaYaYa〉† (2010년)
- 포맨: 〈U〉† (2010년)
- 이해리: 〈그때 난 사는 거야〉† (2010년)
- 달샤벳: 〈Dal Shabet (Feat. 빅톤)〉† (빅톤과 공동작사), 〈Supa Dupa Diva〉†, 〈매력덩어리〉†, 〈Shakalaka〉† (빅톤과 공동작사, 장준호와 공동작곡), 〈Pink Rocket〉†, 〈Beep〉† (장준호와 공동작곡), 〈Bling Bling〉† (장준호와 공동작곡), 〈Dream In U〉† (이치우와 공동작사작곡) (2011년), 〈Hit U〉† (민연재와 공동작사),  〈Mr. BangBang〉† (2012년)
- 미쓰에이: 〈Hush〉† (2013년)
- JOO: 〈나쁜 남자〉† (2011년)
- 명카드라이브:〈냉면〉 (2009년)
- 명콜드라이브: 〈고래〉 (2010년)
- 현아: 〈황야의 무법자 (Feat. 낯선)〉† (2010년)
- 이정현: 〈Crazy〉†, 〈2Night〉† (2010년)
- 낯선: 〈S.W.E.E.T〉, 〈After Party (Feat.Sugar Flow)〉, 〈괜찮아〉, 〈놀러와(Feat. 한승연)〉 (2008년), 〈바로 너 (Feat. 김경록)〉, 〈Say My Name (Feat. 길미)〉 (2009년)
- 소리: 〈How (어떻게)〉 (2009년)
- 손담비: 〈Girl Like That〉 (2007년)
- 허니보이즈: 〈4번타자〉 (2008년)
- 엄정화: 〈Kiss Me (Feat.Ymga)〉 (2008년)
- 거미: 〈Let's Get It Party (Feat.45RPM)〉 (2008년)
- 김정은: 〈I Like A Choco〉 (2009년)
- 이승기: 〈사랑이란〉 (2009년)
- 슈퍼주니어-M: 〈告白(Confession)〉 (2009년)
- 태극기 휘날리며: 〈골이요〉† (2010년)
- 엑스크로스: 〈My Luv〉† (2010년)
- 엠블랙: 〈Cry〉† (2011년)
- 지오(엠블랙)&낯선: 〈O-IWI-O〉 (2010년)
- 동방신기: 〈Honey Funny Bunny (유노윤호 솔로)〉† (2011년)
- 인순이: 〈어퍼컷 (feat.슈프림팀)〉† (장준호와 공동작곡) (2011년)
- 김형준: 〈oH! aH!〉† (2011년)
- 허가윤: 〈뻔뻔한 거짓말〉 (2011년)
- 포맨&美: 〈그 남자 그 여자〉† (민연재와 공동작사) (2011년)
- 인순이: 〈피노키오〉† (윤영민, 정성엽과 공동작사) (2015년)
- 박기량: 〈Hustle〉†, 〈흠집〉† (한성호와 공동작곡) (2016년)
- 우주소녀: 〈B.B.B.BOO〉 (2017년)
- 이달의 소녀 yyxy: 〈beauty&thebeat〉 (BADD와 공동작곡) (2018년)

## 피쳐링
- 김형준: 〈Angel〉 (2011년)

## 음반 활동
- 2009년 11월 19일 디지털 싱글 〈엄마〉
- 2016년 7월 7일 디지털 싱글 〈RUMBA〉 (With 맨삼이)